# Pop soul
El pop soul es un género musical derivado de la música soul. Las voces usadas estaban en su mayoría aún sin refinar como las de los cantantes de soul más puro, pero era música hecha para que pudiera sonar en la mayoría de emisoras de radio.[cita requerida]
La discográfica Motown fue la pionera en el género y dominó esta industria durante toda la década de los '60. Durante los '70 este tipo de música comenzó a metamorfosearse en música disco.[cita requerida]

## B
- Fontella Bass
- Maxine Brown
- Jerry Butler
- Boz Scaggs

## C
- The Capitols
- Ray Charles
- Charlie Puth

## D
- The Delftonics
- The Dells

## E
- Betty Everett

## F
- The Foundations
- Bobby Freeman

## G
- Dobie Gray

## H
- Leon Haywood
- Roy Head
- Brenda Holloway

## I
- The Impressions

## J
- The Jackson 5
- Chuck Jackson
- J.J. Jackson
- Gloria Jones

## K
- Ben E. King
- Gladys Knight

## L
- Major Lance
- Barbara Lewis
- Gloria Lynne

## M
- Martha & the Vandellas
- The Marvelettes
- Barbara Mason
- Mel & Tim

## N
- Aaron Neville

## O
- The O'Jays

## P
- Robert Parker
- Peaches & Herb
- Esther Phillips

## R
- Minnie Riperton

## S
- The Soul Survivors
- Dusty Springfield
- Edwin Starr
- The Supremes
- The Sweet Inspirations
- Simply Red
- Harry Styles

## T
- The Temptations
- Doris Troy

## V
- The Velevelettes

## W
- Dionne Warwick
- Mary Wells
- Jackie Wilson
- Stevie Wonder
- Brenton Wood

- Datos: Q11700065